# アーバン ソウルクラブ
アーバン ソウルクラブはJFNのラジオ番組。

## 概要
架空のソウルバーを舞台に、グッチ裕三とブラザー・トムが店長となって、毎回お客様となったゲストとトークや音楽を放送。1998年頃放送開始。開始当初は25分番組であったが、2000年10月より55分番組に昇格した（放送基準日は土曜24:00～24:55）。

## 出演
- グッチ裕三
- ブラザー・トム
- 沖直実 or アイ武川（大抵はどちらか一方が出演）

## ネット局と放送時間
- FM青森 土曜24:00～24:55
- ふくしまFM 土曜24:00～24:55
- FMぐんま 日曜22:00～22:55（遅れネット）
- FM-NIIGATA 木曜21:00～21:55（遅れネット）
- FM長野 日曜22:00～22:55（遅れネット）
- HELLO FIVE 土曜24:00～24:55
- FM福井 土曜24:00～24:55
- e-radio 土曜24:00～24:55
- FM OSAKA 金曜26:00～26:55（遅れネット）
- V-air 土曜24:00～24:55
- FM岡山 土曜24:00～24:55
- FM香川 日曜26:00～26:55（遅れネット）
- FM徳島 土曜24:00～24:55
- Hi-six 金曜20:00～20:55（先行ネット）
- FMS 土曜24:00～24:55
- Air-Radio FM88 日曜22:00～22:55（遅れネット）

土曜24:00～24:55を基準として、それ以外の時間での放送はHi-sixを除き、遅れネットとなる。Hi-sixとfm osakaはともに金曜の放送であるが、前者は先行、後者は遅れネットである。